# Llista d'episodis de Nana
|  | Aquest article tracta sobre els episodis de l'anime. Vegeu-ne altres significats a «Llista de capítols de Nana». |

Nana és una sèrie d'anime basat en el manga d'Ai Yazawa del mateix nom. Fou adaptada per la companyia Madhouse Studios i dirigida per Morio Asaka. Fou estrenada el 5 d'abril del 2006 fins al 28 de març de 2007. Està formada per 47 episodis i 3 especials resum (un repàs de la història real des del punt de vista de la Junko), fent-ne un total de 50.
La història passa al Japó, on dues noies es coneixen a un tren que va cap a Tòquio; elles són la Nana Komatsu (Hachi) i la Nana Oosaki. Les dues noies s'interessen per llogar el mateix pis i decideixen compartir-lo.
A Catalunya, la sèrie fou emesa pel Canal 3XL el 23 de setembre de 2010 fins al 4 de febrer de 2011

## Llista d'episodis
| # | Títol en català                                                                                              | Data d'estrena al Japó | Data d'estrena a Catalunya |
| --- | --- | ---------------------- | -------------------------- |
| 1 | La Nana i la Nana Joshou. Nana to NANA (序章・奈々とナナ)                                                    | 5 d'abril de 2006      | 23 de setembre de 2010     |
| Quan es decideix fer un canvi s'ha de tirar endavant sigui el que sigui. Molta gent potser es preocupa del que pugui passar. Però el que importa és fer el que realment es vol i no el que volen els altres. Si llavors arriben coses que no s'esperaven...                                                                     | |                        |                            |
| 2 | Amor? Amistat? La Nana i el Shoji Koi? Yuujou? Nana to Shoji (恋？友情？奈々と章司)                          | 12 d'abril de 2006     | 23 de setembre de 2010     |
| Les aparences enganyen. I quan s'ajunten un home, una dona, el sexe i una gran diferència d'edat encara ho emboliquen tot més. I el dia que t'adones que tot era un engany, et toca plorar. | |                        |                            |
| 3 | La Nana i el Shoji, el destí d'un amor Nana to Shoji, koi no yukue (奈々と章司、恋の行方)                    | 19 d'abril de 2006     | 24 de setembre de 2010     |
| La marxa d'una amiga pot trencar grans relacions, o no. Sempre que al final tothom s'acabi apuntant al viatge. Nova vida, noves emocions. O almenys intentar-ho. | |                        |                            |
| 4 | L'amor de la Nana, el somni de la Nana Nana no koi, NANA no yume (奈々の恋、ナナの夢)                        | 26 d'abril de 2006     | 24 de setembre de 2010     |
| De vegades, una paraula canvia totalment els plans. Malgrat això, els sentiments segueixen sent els mateixos, es digui el que es digui. | |                        |                            |
| 5 | El somni del Ren, els sentiments de la Nana Ren no yume, NANA no omoi (レンの夢、ナナの思い)                 | 3 de maig de 2006      | 27 de setembre de 2010     |
| Dues noies, un mateix nom i dues personalitats totalment oposades, unides pel destí. Sembla mentida que una premissa tan simple hagi servit per crear un dels millors "shojos" de tots els temps i un dels mangues més exitosos dels últims anys. Un autèntic "best-seller" internacional que ha suposat tot un fenomen social. | |                        |                            |
| 6 | Neu a Tòquio, la Nana i la Nana Yuki no joukyou! Nana to NANA (雪の上京！奈々とナナ)                         | 10 de maig de 2006     | 28 de setembre de 2010     |
| Coses del destí o no, sovint s'espera que arribi la Primavera perquè per fi passi el que s'espera. El problema és que després, quan ja és el moment, les expectatives no es compleixen. Llavors és quan el destí et guarda les sorpreses més inesperades.                                                                       | |                        |                            |
| 7 | L'aparició d'en Yasu, el pis 707 Yasu toujou! 707 gou shitsu (ヤス登場！７０７号室)                          | 17 de maig de 2006     | 30 de setembre de 2010     |
| La majoria de joves han compartit pis alguna vegada. Amb un amic o un desconegut, la convivència sempre és una incògnita. | |                        |                            |
| 8 | Els gots de maduixes i la flor de lotus Ichigo gurasu to hasu no hana (いちごグラスと蓮の花)                 | 24 de maig de 2006     | 4 d'octubre de 2010        |
| Compartir pis amb algú que acabés de conèixer vol dir anar descobrint coses del seu passat de mica en mica. Aquestes coses sempre van bé per acabar d'entendre amb qui convius el dia a dia. | |                        |                            |
| 9 | L'arribada del Nobu. La cançó de la Nana Nobu joukyou! NANA no uta (ノブ上京！ナナの歌)                      | 31 de maig de 2006     | 5 d'octubre de 2010        |
| La Nana ha anat a viure a Tokio per estar prop d'en Shoji, però resulta que ha acabat compartint pis amb una noia que no coneixia de res i trobant un altre noi que sembla que li agrada. Aviam com acaba la cosa... | |                        |                            |
| 10 | Apareix l'atractiu Shin Bishounen Shin toujou! (美少年シン登場！)                                            | 7 de juny de 2006      | 6 d'octubre de 2010        |
| Triomfar dins del món de la música no és cosa fàcil. Per això, plantejar-se deixar de treballar per tornar a formar un grup de rock és una decisió que s'ha de prendre amb calma. | |                        |                            |
| 11 | Ho has fet expressament, Sachiko? Sachiko, wazato da yo? (幸子、わざとだよ？)                                | 14 de juny de 2006     | 7 d'octubre de 2010        |
| Tot un any treballant per gastar-s'ho tot en dos mesos. La vida a Tòquio és cara, però la Nana sembla que tingui un forat a la butxaca. | |                        |                            |
| 12 | Un acostament inesperat: el Shoji i la Sachiko Kyuu sekkin! Shoji to Sachiko (急接近！章司と幸子)            | 28 de juny de 2006     | 12 d'octubre de 2010       |
| "Quina sort que tens, pots follar amb el teu nòvio cada dia". La Nani, la germana de la Nana, sap perfectament les coses que pot dir davant de la seva mare. | |                        |                            |
| 13 | Les llàgrimes de la Sachiko, la decisió del Shoji Sachiko no namida, Shoji no kesshin (幸子の涙、章司の決心) | 5 de juliol de 2006    | 13 d'octubre de 2010       |
| Les coses entre la Nana i en Shoji estan pitjor que mai. De la boca d'ella mai en surt una paraula simpàtica i ell, bé ell ja està prou ocupat amb la Sachiko. | |                        |                            |
| 14 | Baralla al restaurant Shuraba no famiresu (修羅場のファミレス)                                               | 5 de juliol de 2006    | 14 d'octubre de 2010       |
| Avui, per fi, ja coneixem la veritat entre el triangle amorós de la Nana, en Shoji i la Sachiko. | |                        |                            |
| 15 | El primer concert dels Blast Burasuto, hatsu raibu (ブラスト、初ライブ)                                      | 19 de juliol de 2006   | 18 d'octubre de 2010       |
| Sempre hi ha una vegada... i aquesta vegada els toca als Blast. Això ens deixa a dues Nanas emocionades, una perquè és la solista, i l'altra, bé, l'altra perquè simplement és així. | |                        |                            |
| 16 | El destí de l'amor de la Nana NANA no koi no yukue (ナナの恋の行方)                                          | 26 de juliol de 2006   | 19 d'octubre de 2010       |
| La Nana es pensa que ha espatllat la nit d'una pobre fan dels Blas. Però no, de fet ha aconseguit que ella i l'altra Nana es coneguin encara més. Això podria ser l'inici d'una bona i forta amistat. | |                        |                            |
| 17 | Els Trapnest en directe TORANESU, raibu (トラネス、ライブ)                                                   | 2 d'agost de 2006      | 20 d'octubre de 2010       |
| Sembla que el concert ha canviat a la Nana, que cada dia amaga menys l'estima que sent per la seva companya de pis. | |                        |                            |
| 18 | La pregària de la Hachi. Els sentiments de la Nana Hachi no inori, NANA no omoi (ハチの祈り、ナナの想い)     | 9 d'agost de 2006      | 21 d'octubre de 2010       |
| Si hi havia alguna cosa que les dues Nanes sabien és que les coses canviarien després del concert dels Trapnest. I tot per en Ren, deu haver vist la Nana o no? Sembla que no. | |                        |                            |
| 19 | La recompensa de la Nana NANA no go houbi (ナナのごほうび)                                                   | 16 d'agost de 2006     | 25 d'octubre de 2010       |
| La Nana pot tenir molt mal geni, pot cridar-te i ser una persona molt desagradable. Però després, quan ha de recompensar per una bona jugada, no dubtis que ho farà. | |                        |                            |
| 20 | Un fet inesperat. El destí de la Hachi Kyuu tenkai! Hachi no unmei (急展開！ハチの運命)                      | 23 d'agost de 2006     | 26 d'octubre de 2010       |
| Tenir unes estrelles del rock a casa no és un fet gaire corrent. I si a sobre són precisament els teus ídols doncs això ja és la bomba. I més comptant que la Nana no té nòvio... | |                        |                            |
| 21 | Un somni en una suite SUIITORUUMU no yume (スイートルームの夢)                                               | 30 d'agost de 2006     | 27 d'octubre de 2010       |
| Si ara mateix un geni en una llàntia us donés la possibilitat de dormir -i més coses, se sobreentén- amb el vostre ídol, que faríeu? I sí segurament després us hagués de deixar tirats? | |                        |                            |
| 22 | Desitjos del 7 de juliol, l'amor de la Hachi Tanabata no negai, hachi no koi (七夕の願い、ハチの恋)          | 13 de setembre de 2006 | 5 de novembre de 2010      |
| Cada 7 de juliol acostuma a ser un dia molt important per la Hachiko, i aquest serà el del retrobament amb la seva estimada estrella del rock. El problema és que la Nana ho veurà tot... | |                        |                            |
| 23 | Vull que siguis només meva Dare ni mo watashi taku nai (誰にも渡したくない)                                  | 20 de setembre de 2006 | 5 de novembre de 2010      |
| La Hachi pensava que tardaria a enamorar-se després del que va passar amb el Shoji. Però un dia va aparèixer en Takumi i tot va canviar... | |                        |                            |
| 24 | Els dubtes de la Hachi Midareru hachi no kokoro (乱れるハチの心)                                             | 27 de setembre de 2006 | 12 de novembre de 2010     |
| La declaració del Nobu a la Hachiko ha deixat la Nana feta un merder. Mentrestant, en Takumi segueix tenint "feina" ara que el grup no està de gira i la Nana està més sola que mai. | |                        |                            |
| 25 | Un home capritxós i egoista Kimagure de katte na otoko (気まぐれで勝手な男)                                  | 4 d'octubre de 2006    | 12 de novembre de 2010     |
| En Takumi sembla que porta la Hachi per allà on vol. El problema és que ella es deixa, i a sobre li fa mal a en Nobu. | |                        |                            |
| 26 | Un malentès entre la Hachi i la Nana Surechigau Hachi to NANA (すれちがうハチとナナ)                         | 11 d'octubre de 2006   | 19 de novembre de 2010     |
| Les relacions entre la Nana i la Hachi no passen el seu millor moment. La banda de rock està començant a triomfar i ella ja no té tant de temps per a la seva amiga i companya de pis. | |                        |                            |
| 27 | El futur que la Hachi desitja Hachi no hoshii mirai (ハチの欲しい未来)                                       | 18 d'octubre de 2006   | 19 de novembre de 2010     |
| Finalment sembla que els Blast ho tenen tot de cara per triomfar. El problema és que no saben quin camí han d'agafar, el d'una multinacional o el d'una discogràfica indie. Però tot això passa una mica a segon terme quan en Nobu per fi es llença de cap a la Hachiko.                                                       | |                        |                            |
| 28 | Hachi i Nana, cada vegada més a prop Hachi to Nobu, kyuu sekkin (ハチとノブ、急接近)                         | 25 d'octubre de 2006   | 26 de novembre de 2010     |
| En Nobu i la Hachi ja han començat el que haurien d'haver fet fa molt de temps. Per fi sembla que en Takumi és història i la relació entre ells ha començat amb molta força. | |                        |                            |
| 29 | Com es demostra, l'amor? Aijou hyougen no mondai (愛情表現の問題)                                            | 1 de novembre de 2006  | 26 de novembre de 2010     |
| Mentre va coneixent més en Nobu, la Hachiko està coneixent més la història de la Nana i tot el que va passar quan era petita. A més, s'està adonant que cada dia és més feliç. | |                        |                            |
| 30 | La Nana, confosa i trasbalsada Kekkai girigiri, NANA no kokoro (決壊ギリギリ、ナナの心)                      | 8 de novembre de 2006  | 3 de desembre de 2010      |
| A poc a poc seguim descobrint el passat de la Nana, des del dia que va decidir marxar del poble per anar a Tòquio a complir els seus somnis. Amb el que no contava la Nana era que acabaria coneixent la Hachi. | |                        |                            |
| 31 | La Hachiko, embarassada Hachi ko, ninshin (ハチ子、妊娠)                                                     | 15 de novembre de 2006 | 3 de desembre de 2010      |
| La Hachiko no vol veure a ningú, i molt menys en Takumi. Però la notícia del seu embaràs l'ha deixada tan trasbalsada que no sembla ella. Evidentment només hi ha una persona que la pot ajudar, la Nana. | |                        |                            |
| 32 | No em deixis anar la mà Tsunai da te o hanasa nai de (繋いだ手を離さないで)                                  | 22 de novembre de 2006 | 10 de desembre de 2010     |
| La Hachiko està embarassada i la notícia ha caigut com una bomba de rellotgeria. Ara el Nobu, el Takumi i la Hachi tenen moltes coses per parlar. I al mig de tot plegat hi ha la Nana, que veu com la seva amiga de l'ànima no para de patir.                                                                                  | |                        |                            |
| 33 | La decisió de la Hachi Hachi no sentaku (ハチの選択)                                                         | 29 de novembre de 2006 | 10 de desembre de 2010     |
| La Hachiko sembla que té bastant clar que no avortarà. La seva vida i la de tots els altres canviarà radicalment i caldrà veure com afronta la Nana aquesta nova situació. | |                        |                            |
| 34 | Els gots trencats Ware ta ichigo no GURASU (割れたいちごのグラス)                                            | 6 de desembre de 2006  | 17 de desembre de 2010     |
| La Nana i la Hachi semblen dues desconegudes. Els temps de felicitat, quan es compraven un got de maduixes per a cada una, s'han acabat. Ara mateix sembla impossible que tot torni a ser com era abans. | |                        |                            |
| 35 | La solitud de la Layla Reira no kodoku (レイラの孤独)                                                        | 13 de desembre de 2006 | 17 de desembre de 2010     |
| Era un secret a veus, ens n'havíem adonat tots, però per fi s'ha confirmat, la Layla està profundament enamorada d'en Takumi. Ara haurà d'acceptar que ell es casi amb la Hachiko. | |                        |                            |
| 36 | La nova cançó dels Blast BURASUTO shinkyoku!! (ブラスト新曲!!)                                               | 20 de desembre de 2006 | 24 de desembre de 2010     |
| El futur de Blast penja d'un fil. Tothom sap que són un grup que podria despuntar molt, però alhora la discogràfica sembla que podria fer-se enrere. A tot això, la Hachiko sembla que no vol sortir de casa. | |                        |                            |
| 37 | La Hachi, mestressa de casa Hachi, shiroganeeze (ハチ、シロガネーゼ)                                         | 17 de gener de 2007    | 31 de desembre de 2010     |
| La Hachiko era una noia especial, diferent. Et podia agradar més o menys, però sabies que tenia alguna cosa. Potser ara ho ha perdut tot i ja és normal i corrent? | |                        |                            |
| 38 | El gallet del destí Unmei no hikigane (運命の引き金)                                                         | 24 de gener de 2007    | 31 de desembre de 2010     |
| La Nana per fi ha decidit intentar trobar la Hachiko i provar d'arreglar les coses. Però sembla que el destí els guarda moltes sorpreses. Per exemple la nova vida de la Nana, que ja és una persona pública de la nit al dia.                                                                                                  | |                        |                            |
| 39 | Ja ho veuràs, Hachiko! Hachiko, mi tero yo (ハチ公、見てろよ)                                                | 31 de gener de 2007    | 7 de gener de 2011         |
| Si fa poc veiem com la Hachiko feia un gir de 180 graus a la seva vida, ara és a la Nana a qui li ha sorgit un imprevist. En un tres i no res ha passat de ser una persona anònima a algú que tothom persegueix. | |                        |                            |
| 40 | El debut dels Blast BURASUTO, DEBYUU! (ブラスト、デビュー！)                                                 | 7 de febrer de 2007    | 7 de gener de 2011         |
| A poc a poc, cal que els Blast en general i la Nana en particular vagin assimilant tot el que els espera. Des de fora pot semblar que tot són flors i violes en el món del Rock and Roll... però no coneixem les seves interioritats.                                                                                           | |                        |                            |
| 41 | La concentració de Blast BURASUTO gasshuku (ブラスト合宿)                                                    | 14 de febrer de 2007   | 14 de gener de 2011        |
| A vegades les coses semblen molt complicades, els problemes van apareixent i sembla que no es podran resoldre mai. Però hi ha una cosa que també és certa, potser només amb una trucada de telefon tot s'arreglaria. | |                        |                            |
| 42 | L'atac sobtat de la Nana NANA, totsuzen no hossa (ナナ、突然の発作)                                          | 21 de febrer de 2007   | 14 de gener de 2011        |
| Segur que el 90% dels que llegeixen aquestes línies han anat de colònies. Doncs resulta que els Black Stones sembla que estiguin de colònies reclosos per la discogràfica, que els ha posat en una residència. Però la Nana no s'ho està prenent gaire bé...                                                                    | |                        |                            |
| 43 | Blast, guerrilla 'live' BURASUTO, GERIRA RAIBU (ブラスト、ゲリラライブ)                                      | 28 de febrer de 2007   | 21 de gener de 2011        |
| A poc a poc, sense presa però sense pausa. Els Blast han esperat durant molt de temps aquest moment. Ara els toca a ells triomfar, tot està preparat, malgrat que la Nana no sembla estar en les millor condicions. | |                        |                            |
| 44 | Blast 'versus' Trapnest BURASUTO VS TORANESU (ブラストVSトラネス)                                            | 7 de març de 2007      | 21 de gener de 2011        |
| Fa poc temps els Blast eren una banda que no coneixia ningú, que només assajaven i esperaven el seu primer concert. Ara ja estan en condicions de competir cos a cos amb un single dels Trapnest. | |                        |                            |
| 45 | La primera aparició televisiva de Blast BURASUTO TV hatsu shutsuen (ブラストTV初出演)                        | 14 de març de 2007     | 28 de gener de 2011        |
| Ha arribat l'hora de veure els Black Stones a la televisió. Però això no és tan perfecte com sembla a primera vista: les preguntes estan preparades i tot és com un gran teatre del qual la Nana només és una actriu més. | |                        |                            |
| 46 | El retrobament, la Hachi i el Shoji Saikai! Hachi to Shoji (再会！ハチと章司)                                | 21 de març de 2007     | 28 de gener de 2011        |
| Quan semblava que mai passaria, avui tornarem a veure juntes dues persones que feia mesos que no ho estaven. Ni més ni menys que la Hachiko i el Shoji es trobaran al bar de sempre per tenir les converses de sempre. Serà l'ocasió perfecta per demanar perdó.                                                                | |                        |                            |
| 47 | Els focs artificials, la Hachi i la Nana Hanabi taikai, Hachi to NANA (花火大会、ハチとナナ)                 | 28 de març de 2007     | 4 de febrer de 2011        |
| Capítol 47 o, cosa que és el mateix, darrer capítol de "Nana". Durant aquestes setmanes hem rigut, hem plorat, hem ballat i hem cantat amb ells. Avui diuen adéu, i ho fan per la porta gran. | |                        |                            |

## El racó de la Junko (episodis resum)
| #   | Data d'estrena al Japó | Data d'estrena a Catalunya |
| --- | ---------------------- | -------------------------- |
| 11½ | 21 de juny de 2006     | 11 d'octubre de 2010       |
| 21½ | 13 de setembre de 2006 | 28 d'octubre de 2010       |
| 36½ | 10 de gener de 2007    | 24 de desembre de 2010     |